# Руставский металлургический завод
Руставский металлургический завод — металлургический завод, расположенный в городе Рустави, предприятие чёрной металлургии Грузии.

## История завода

### Металлургия для кавказского региона
Решение о строительстве крупного металлургического предприятия в Рустави -- первого масштабного промышленного комплекса в Грузии -- было принято правительством СССР в 1940 году. Первоначально местом строительства была выбрана одна из окраин Тбилиси и предприятие носило название Закавказский металлургический комбинат (ЗМК). Началось строительство в 1941 году, однако в связи с войной было прервано, а комбинат решено было строить в Рустави. 
Сырьевой базой Руставского металлургического завода являлись коксующиеся угли Ткварчели и Ткибули, железная руда Дашкесана, марганцевая руда Чиатуры, огнеупорное сырьё, флюсы и другое сырьё для чёрной металлургии, а потребителем будущей продукции – республики Закавказья.

### Строительство
В 1944 году было решено возобновить строительство. Оно было поручено Челябметаллургстрою Главпромстроя ГУЛага НКВД СССР (руководитель  — Я. Д. Рапопорт) с перебазированием в Грузию части коллектива строителей и монтажников, оборудования и транспорта из Челябинска, где к тому времени возведение аналогичного завода завершалось. Начальником созданного для строительства управления "Закавказметаллургстрой" был назначен А. Н. Комаровский, который впоследствии описал этот грандиозный проект в своих мемуарах.

#### Планирование и обеспечение стройки[12]
В  сжатые сроки был разработан план технически грамотной и экономически целесообразной организации подготовительных работ для начала строительства, были подобраны руководящие и инженерно-технические работники как для управления строительством, так и для предприятий и хозяйств будущего завода, был сформирован костяк будущего многотысячного рабочего коллектива завода.
Первоначальное распределение обязанностей выглядело так: 
- Закавказметаллургстрой возводил производственную базу: цехи металлоконструкций, кузнечный, механический, кислородную станцию, деревообрабатывающий комбинат, комбинат железобетонных изделий и товарного бетона и т. д.;
- Подсобстрой создавал подсобные предприятия и временное жильё, для чего в Челябинске изготовили на первое время 25 комплектов спаренных щитовых двухквартирных домов, а для размещения рабочих — палаточный городок на тысячу человек;
- Ремзаводстрой — ремонтные мастерские цехов металлургического завода (затем они превратились в краностроительный завод);
- Жилстрой возводил город Рустави;
- Желдорстрой прокладывал железнодорожные пути;
- Дорстрой прокладывал шоссе;
- Сантехстрой прокладывал инженерные сети водопровода и канализации;
- Вспомогательные функции выполняли конторы механизации, автотранспортная, связи, железнодорожного транспорта и другие.

Челябметаллургстрой отобрал, отремонтировал и отгрузил в Грузию транспортную и строительную технику, большую часть производственного оборудования для создания стройбазы, инструменты, вспомогательные материалы и хозинвентарь. 
На объекте должны были работать две тысячи строителей и монтажников.
В Челябинске заблаговременно были спроектированы здания стройбазы, складов и временное жильё с бытовыми секторами. Согласно проектам Челябметаллургстрой изготовил  металлоконструкции, столярную продукцию и другие детали. Была изготовлена универсальная сборно-разборная опалубка для отливки железобетонных колонн на месте, ввиду дороговизны перевозки таких длинномерных конструкций из Челябинска. Ремонтно-механический цех Закавказского металлургического завода и центральный бетонный завод были целиком изготовлены в Челябинске и собраны в Рустави.
Всё необходимое для строительства было изготовлено и отгружено из Челябинска в Рустави, на что потребовалось 85 железнодорожных эшелонов, отправленных в условиях военного времени.

#### Проектно-изыскательские и подготовительные работы[12]
В марте 1944 г. на место будущего строительства отправилась оперативная группа, которая должна была: 
- обеспечить энерго- и водоснабжение. Для этого в Рустави были отправлены передвижные электростанции, стационарные дизельные станции и энергопоезд на 5 тыс. кВт., организовано временное водоснабжение (до 100 л в сутки), обеспечивавшее нужды строителей и населения в питьевой воде до пуска постоянного Булачаурского водопровода, строительство которого вёл Закавказметаллургстрой;
- организовать связь;
- изыскать источники получения местных материалов и оценить способы их обработки, принять к использованию продукцию действующих предприятий (Тбилисский кирпичный завод, известковый завод в Каспи и другие). Под руководством заместителя главного инженера строительства Н. Б. Лобоцкого и начальника технического отдела Л. И. Вайнера были проведены изыскания заполнителей для бетона и каменных материалов в регионе, после чего организованы балластный карьер в пойме реки Куры, Дзегамский карьер бутового камня и другие. Было решено применять армянские туфы, а также азербайджанскую гажу как лёгкий заполнитель.
- создать подсобное сельское хозяйство для рабочего снабжения: было решено организовать выращивание овощей;
- организовать лесоразработки;
- изучить транспортные схемы.  В сжатые сроки была проложена железная дорога от стройплощадки до главных путей Наркомата путей сообщения, автодорога от Рустави до Тбилиси.

На основе докладов оперативной группы в Грузию были дополнительно отгружены 20 сборных щитовых двухэтажных восьмиквартирных домов из Соликамска и оборудование из Тагилстроя, Базстроя и некоторых других строек. Эти же строительные управления Главпромстроя направили в Рустави некоторых инженерно-технических работников.
Параллельно разработке генплана с Гипромезом  было согласовано зонирование площадки в выжженной степи, где должны были размещаться предприятия, стройбазы, вспомогательные хозяйства, склады и жильё. Хозяйство строительства проектировал Закавказметаллургстрой своими силами. Гипромез санкционировал применение проектной документации фасоннолитейного, ремонтно-механического, кузнечного цехов и цеха металлоконструкций Челябинского металлургического завода с коррекцией, обусловленной южным климатом, что дало большой выигрыш времени.
Поскольку территорию будущего завода окружала заболоченная пойма Куры, где свирепствовала малярия, пришлось произвести нефтевание заболоченных участков с целью ликвидации колоний комаров. Это предотвратило дальнейшие вспышки малярии среди строителей.

#### Пуск
А. Н. Комаровский в мае 1944 года был назначен начальником Главпромстроя, а металлургический комбинат в Рустави строили его коллеги Николай Николаевич Волгин, Александр Михайлович Волынский, Наполеон Брониславович Лобоцкий, Георгий Аксентьевич Журавский, Лев Израилевич Вайнер. Строительство возглавил Нестор Ассалович Георгадзе, удостоенный за эту работу звания Героя Социалистического труда.
В 1947 году завод частично вступил в эксплуатацию. Первая сталь была выпущена в 1950 году.

### Мощность
В годы советской власти завод выпускал кокс, агломерат, чугун, сталь, готовый прокат, горячекатанные и холоднокатанные стальные трубы.
Руставский металлургический завод за годы советской власти имел следующие максимальные показатели производства продукции за год:
- 620 000 т — кокс;
- 1 200 000 т — агломерат;
- 1 450 000 т — сталь;
- 700 000 т — чугун;
- 500 000 т — бесшовные трубы;
- 130 000 т — листовой прокат;
- 130 000 т — сортовой прокат;
- 1 200 000 т — трубная заготовка.

На Руставском металлургическом заводе основными производственными мощностями были:
- Аглофабрика, номинальной годовой производительностью 2,2 млн т;
- Доменная печь, номинальной годовой производительностью 0,725 млн т;
- коксовые батареи, номинальной годовой производительностью 0,35 млн т;
- мартеновские печи, каждая по 200 тонн, номинальной годовой производительностью 1,5 млн т;
- Стан «1000» (блюминг), номинальной годовой производительностью 1,5 млн т;
- Стан заготовок «900/750», номинальной годовой производительностью 1,0 млн т;
- Стан бесшовных труб «140», номинальной годовой производительностью 120 000 т;
- Автомат-стан бесшовных труб «400», номинальной годовой производительностью 350 000 т;
- Цех холодного волочения труб, годовой производительностью 50 000 т;
- Стан арматуры «320», номинальной годовой производительностью 160 000 т[13].

В начале 1990-х годов вследствие распада СССР производство на заводе было остановлено. В 1999 году Руставский металлургический завод был практически полностью остановлен.

## Новейшая история завода
С 1990-х гг. принадлежал Бадри Патаркацишвили.
В 2006 году некая англо-грузинская частная компания приобрела полный пакет акций завода, начался трудный процесс восстановления завода.
В 2009 году в сталеплавильном цехе завода были установлены индукционные нагреватели, а также был отремонтирован цех сортового проката и начали производить арматуру.
С января 2012 года Руставский металлургический завод по решению суда был возвращён семье Патаркацишвили. Завод выпускает продукцию под маркой  ООО "Rustavi metalurgikal plant". Целью нового руководства стало возрождение традиции производства стали в Рустави. Новая команда менеджеров ООО «Rustavi metalurgikal plant» во главе с директором завода Нугзаром Качухашвили взяла курс на масштабную реконструкцию и развитие для создания современного сталелитейного завода, который будет выпускать продукцию высокого качества для клиентов в Грузии и во всем мире. Завод выпускает высококачественную арматуру по Европейским стандартам качества и бесшовные трубы высокого давления. Продукция завода поставляется по всему миру , включая Европу и США.
В декабре 2012 года 300 рабочих металлургического завода начали забастовку, причинами которой стали плохие условия труда на заводе и низкие заработные платы.

## Директора завода
- с 2012 по наст. время — Нугзар Качухашвили

## Известные сотрудники
- Коберидзе, Вардиш Георгиевич (1926—1997) — Герой Социалистического Труда.

http://www.rmp.ge/en/